# Suite de Hofstadter
En mathématiques, une suite de Hofstadter  est une suite d'entiers faisant partie d'une famille définie par des relations de récurrence non linéaires, et plus précisément dans lesquelles chaque terme est défini à partir des termes d'indices correspondants aux termes précédents.

## Suites apparaissant dansGödel, Escher, Bach
Les premières suites de Hofstadter furent décrites par Douglas Richard Hofstadter dans son livre Gödel, Escher, Bach : Les Brins d'une Guirlande Éternelle en  1979. Par ordre d'apparition dans ce livre, ce sont :

### Suites Figure-Figure
Ces suites, apparaissant dans le  chapitre III (Figure et fond) et faisant allusion à un ambigramme de Scott Kim, sont deux suites d'entiers complémentaires définies par, :
{\displaystyle {\begin{aligned}R(1)&=1~;\ S(1)=2\\R(n)&=R(n-1)+S(n-1),\quad n>1.\end{aligned}}}
où {\displaystyle S(n)} est le n-ième entier n'apparaissant pas dans {\displaystyle R}. Les premiers termes de ces suites sont :
R : 1, 3, 7, 12, 18, 26, 35, 45, 56, 69, 83, 98, 114, 131, 150, 170, 191, 213, 236, 260, ... (suite A005228 de l'OEIS) ;
S : 2, 4, 5, 6, 8, 9, 10, 11, 13, 14, 15, 16, 17, 19, 20, 21, 22, 23, 24, 25, ... (suite A030124 de l'OEIS).

### SuiteG
La suite G est définie par, :
{\displaystyle {\begin{aligned}G(0)&=0\\G(n)&=n-G(G(n-1)),\quad n>0.\end{aligned}}}
Les premiers termes de la suite sont
0, 1, 1, 2, 3, 3, 4, 4, 5, 6, 6, 7, 8, 8, 9, 9, 10, 11, 11, 12, 12, ... (suite A005206 de l'OEIS).

### SuiteH
La suite H est définie par, :
{\displaystyle {\begin{aligned}H(0)&=0\\H(n)&=n-H(H(H(n-1))),\quad n>0.\end{aligned}}}
Les premiers termes de la suite sont
0, 1, 1, 2, 3, 4, 4, 5, 5, 6, 7, 7, 8, 9, 10, 10, 11, 12, 13, 13, 14, ... (suite A005374 de l'OEIS).

### Suites  mâles et femelles
Les suites femelles (F) et mâles  (M) sont définies par, :
{\displaystyle {\begin{aligned}F(0)&=1~;\ M(0)=0\\F(n)&=n-M(F(n-1)),\quad n>0\\M(n)&=n-F(M(n-1)),\quad n>0.\end{aligned}}}
Les premiers termes de ces suites sont
F: 1, 1, 2, 2, 3, 3, 4, 5, 5, 6, 6, 7, 8, 8, 9, 9, 10, 11, 11, 12, 13, ... (suite A005378 de l'OEIS) ;
M: 0, 0, 1, 2, 2, 3, 4, 4, 5, 6, 6, 7, 7, 8, 9, 9, 10, 11, 11, 12, 12, ... (suite A005379 de l'OEIS).

### SuiteQ
La suite Q est définie par,
{\displaystyle {\begin{aligned}Q(1)&=Q(2)=1,\\Q(n)&=Q(n-Q(n-1))+Q(n-Q(n-2)),\quad n>2.\end{aligned}}}
Les premiers termes de cette suite sont
1, 1, 2, 3, 3, 4, 5, 5, 6, 6, 6, 8, 8, 8, 10, 9, 10, 11, 11, 12, ... (suite A005185 de l'OEIS).
Il s'agit d'une « méta-suite de Fibonacci », chaque terme étant la somme, non des deux termes précédents, mais celle des deux termes dont les indices sont fonction des deux termes précédents.
Bien que les termes de la suite Q semblent chaotiques,,,, on peut les regrouper par blocs de générations successives, comme pour beaucoup d'autres suites du même type, ;  dans le cas de la suite Q, la k-ème génération a 2k termes,.
Ces résultats sont pour la plupart des observations empiriques ou des conjectures,, ; on ignore même en fait  si la suite est définie pour tout {\displaystyle n}, autrement dit s'il n'arrive jamais que les indices {\displaystyle n-Q(n-1)} soient négatifs,,.

## Généralisations de la suiteQ

### Famille de Hofstadter–Huber
20 ans après que Hofstadter eut décrit la suite Q, lui et Greg Huber la généralisèrent à une famille obtenue en remplaçant dans la suite Q les indices (n − 1) et (n − 2) par (n − r) et (n − s), respectivement ; on a donc
{\displaystyle Q_{r,s}(n)={\begin{cases}1,\quad 1\leq n\leq s,\\Q_{r,s}(n-Q_{r,s}(n-r))+Q_{r,s}(n-Q_{r,s}(n-s)),\quad n>s,\end{cases}}}
(avec s ≥ 2 et r < s) ; la suite Q initiale est donc la suite Q1,2. Seules trois suites de cette famille semblent définies pour tout {\displaystyle n} ; outre la suite Q = Q1,2, il s'agit des suites V = Q1,4 et W = Q2,4, ; mais la suite V (au comportement moins chaotique que les autres) est la seule démontrée être toujours définie.
Les premiers termes de  la suite V sont 
1, 1, 1, 1, 2, 3, 4, 5, 5, 6, 6, 7, 8, 8, 9, 9, 10, 11, 11, 11, ... (suite A063882 de l'OEIS)
et ceux de la suite W sont
1, 1, 1, 1, 2, 4, 6, 7, 7, 5, 3, 8, 9, 11, 12, 9, 9, 13, 11, 9, ... (suite A087777 de l'OEIS).

### Famille de Pinn
En 1998, Klaus Pinn, chercheur à l'université de Münster en communication étroite avec Hofstadter, suggéra d'autres généralisations de la suite  Q, les suites F.
La suite Fi,j est définie par :
{\displaystyle F_{i,j}(n)={\begin{cases}1,\quad n=1,2,\\F_{i,j}(n-i-F_{i,j}(n-1))+F_{i,j}(n-j-F_{i,j}(n-2)),\quad n>2.\end{cases}}}
Les seules suites Fi,j qui semblent définies pour tout indice sont celles pour lesquelles (i,j) = (0,0), (0,1), (1,0), ou (1,1) (la première étant la suite Q originelle).
Les premiers termes de  la suite F0,1 sont : 
1, 1, 2, 2, 3, 4, 4, 4, 5, 6, 6, 7, 8, 8, 8, 8, 9, 10, 10, 11, ... (suite A046699 de l'OEIS).

## La suite de Hofstadter–Conway à 10 000 dollars
Douglas Hofstadter et John Horton Conway ont défini la suite {\displaystyle a} ainsi :{\displaystyle {\begin{aligned}a(1)&=a(2)=1,\\a(n)&=a{\big (}a(n-1){\big )}+a{\big (}n-a(n-1){\big )},\quad n>2.\end{aligned}}}Les premiers termes de cette suite sont
1, 1, 2, 2, 3, 4, 4, 4, 5, 6, 7, 7, 8, 8, 8, 8, 9, 10, 11, 12, ... (suite A004001 de l'OEIS).
La suite {\displaystyle a(n)/n} converge vers 1/2 ; la suite a acquis son nom parce que Conway a offert un prix de 10 000 $ à qui pourrait déterminer sa vitesse de convergence. Ce prix (ramené à  1000 $), fut gagné par  Collin Mallows, qui démontra que,
{\displaystyle \left|{\frac {a(n)}{n}}-{\frac {1}{2}}\right|=O\left({\frac {1}{\sqrt {\log n}}}\right).}

## Sources
- (en) B. Balamohan, A. Kuznetsov et Stephan M. Tanny, « On the Behaviour of a Variant of Hofstadter's Q-Sequence », University of Waterloo, Waterloo, Ontario (Canada), vol. 10, no 7,‎ 27 juin 2007, p. 71 (ISSN 1530-7638, Bibcode 2007JIntS..10...71B, lire en ligne).
- (en) Nathaniel D. Emerson, « A Family of Meta-Fibonacci Sequences Defined by Variable-Order Recursions », University of Waterloo, Waterloo, Ontario (Canada), vol. 9, no 1,‎ 17 mars 2006 (ISSN 1530-7638, lire en ligne).
- (en) Douglas Hofstadter, Gödel, Escher, Bach: an Eternal Golden Braid, Penguin Books, 1980 (ISBN 0-14-005579-7).
- (en) Klaus Pinn, « Order and Chaos in Hofstadter's Q(n) Sequence », Complexity, vol. 4, no 3,‎ 1999, p. 41–46 (DOI 10.1002/(SICI)1099-0526(199901/02)4:3<41::AID-CPLX8>3.0.CO;2-3, Bibcode 1999Cmplx...4c..41P, arXiv chao-dyn/9803012v2).
- (en) Klaus Pinn, « A Chaotic Cousin of Conway's Recursive Sequence », Experimental Mathematics, vol. 9, no 1,‎ 2000, p. 55–66 (DOI 10.1080/10586458.2000.10504635, Bibcode 1998cond.mat..8031P, arXiv cond-mat/9808031, S2CID 13519614).